# Mildred Harnack-Fish

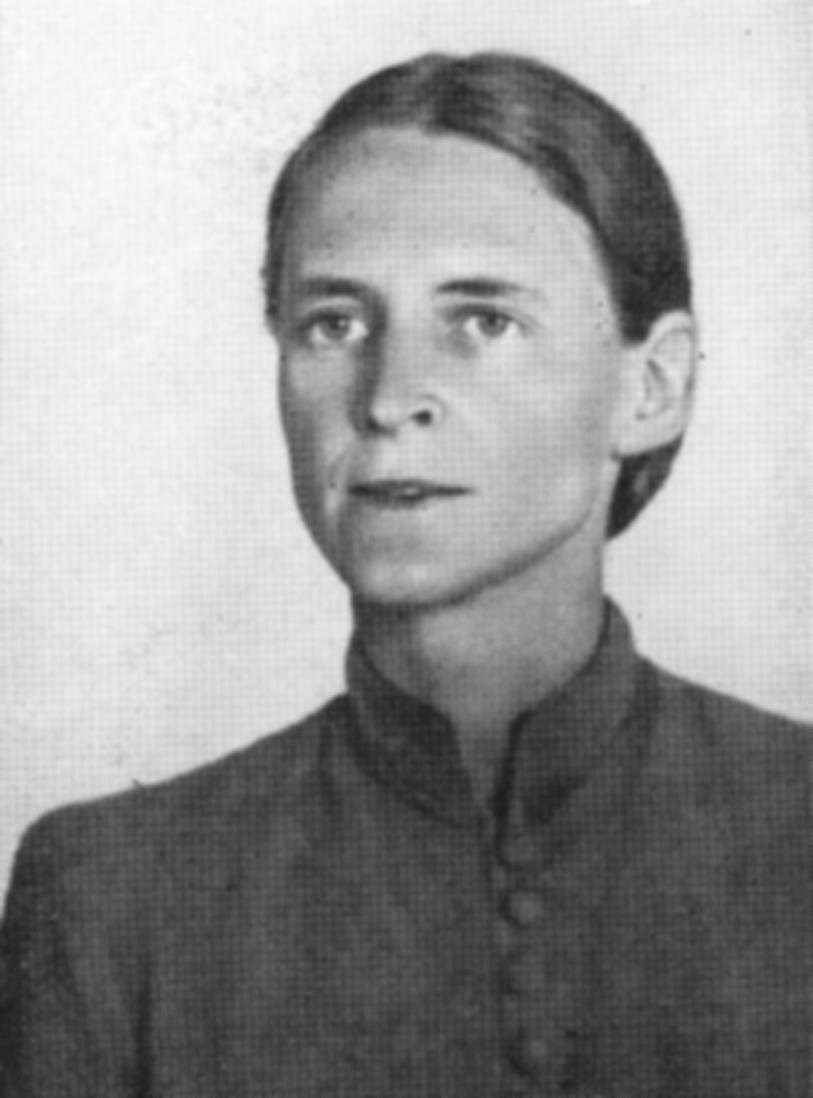
Mildred Harnack-Fish

Mildred Harnack-Fish (Anhörenⓘ) (* 16. September 1902 in Milwaukee, Wisconsin, als Mildred Elizabeth Fish; † 16. Februar 1943 in Berlin-Plötzensee) war eine amerikanisch-deutsche Literaturwissenschaftlerin, Übersetzerin und Widerstandskämpferin gegen den Nationalsozialismus.

## Leben

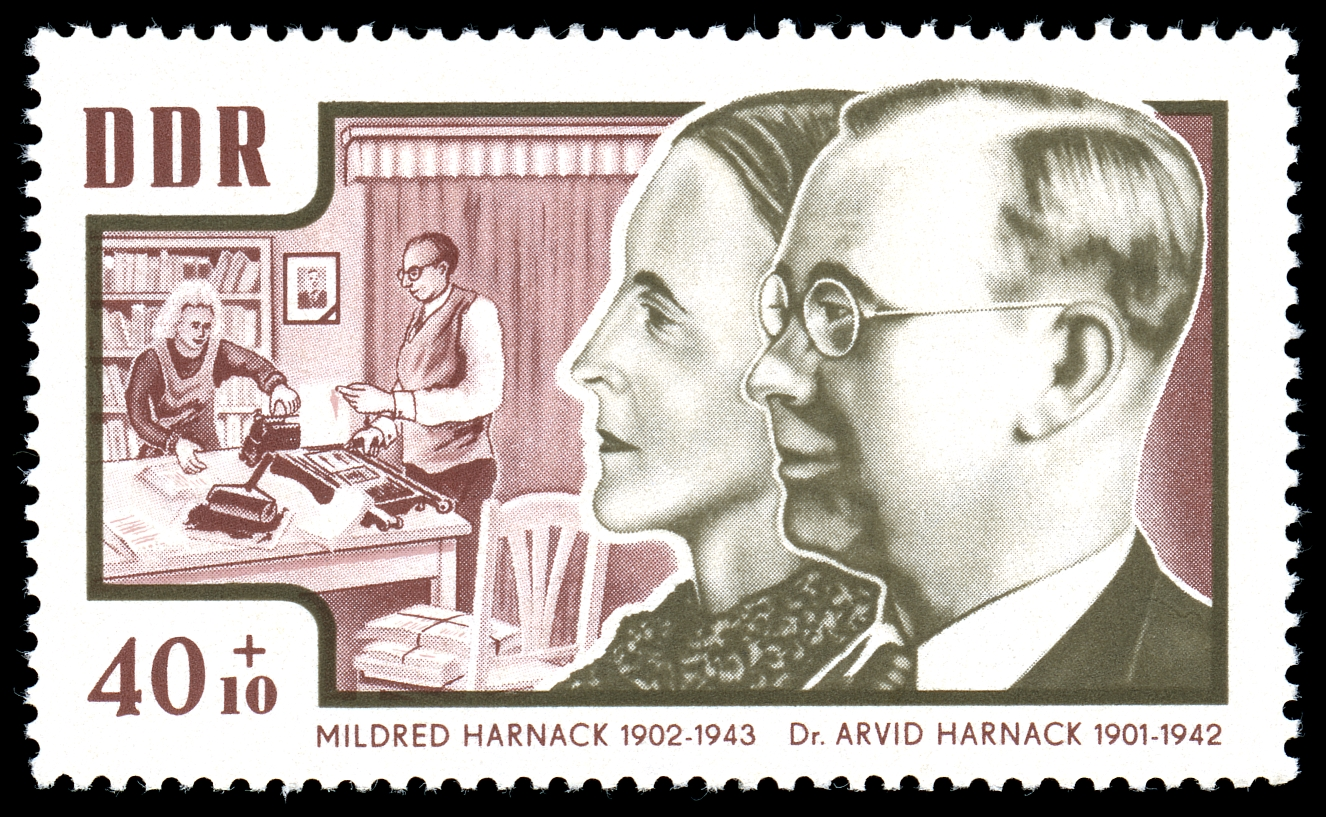
40+10 Pfennig-Sondermarke der DDR-Post 1964 mit Mildred und Arvid Harnack

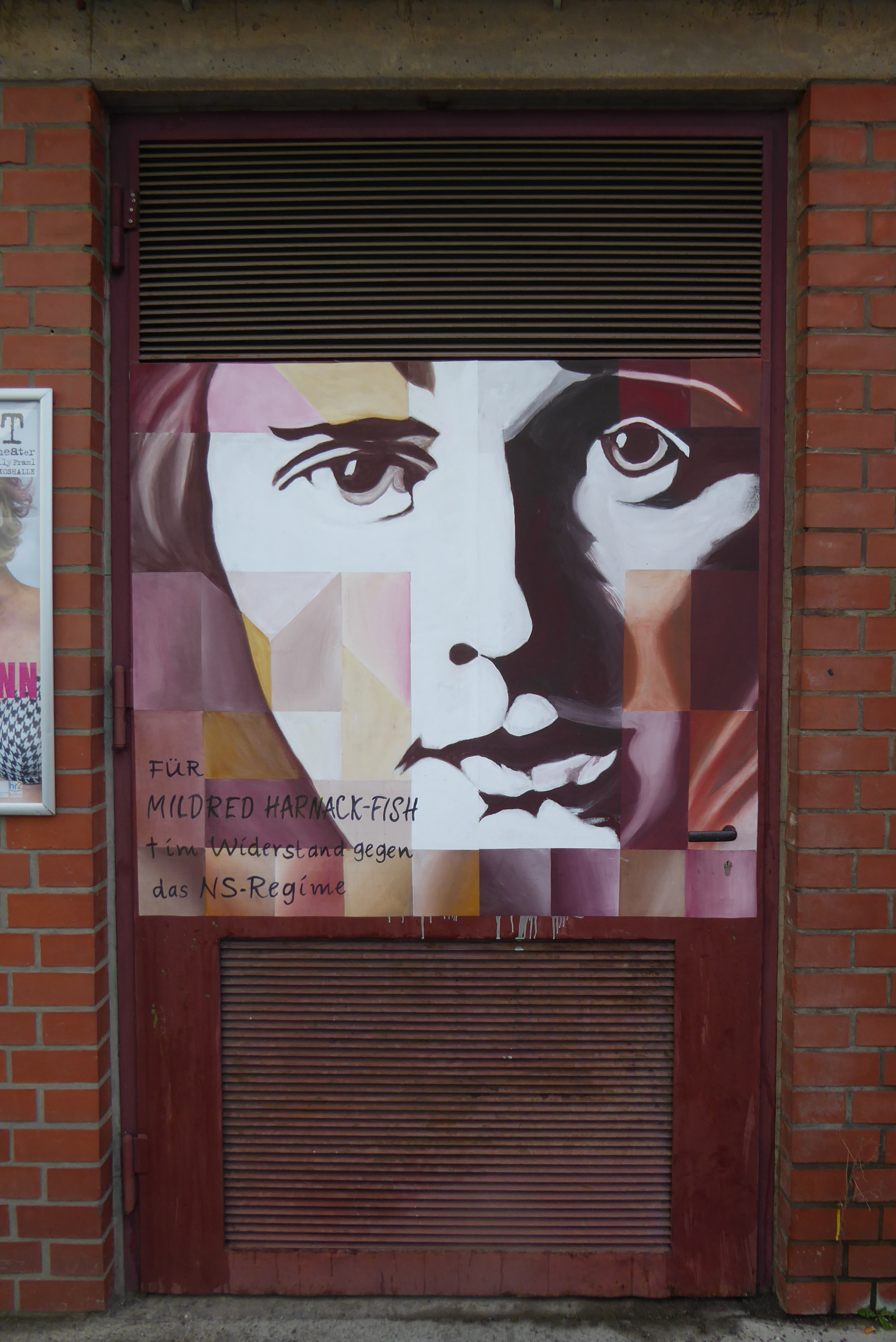
Memorialgraffiti für Mildred Harnack-Fish

Mildred war das jüngste Kind von William Cook Fish und dessen Frau Georgina (geb. Hesketh) nach Harriet, Marion Hesketh und Marbeau Davenport Fish. 1919 machte sie ihren Abschluss an der Western High School in Georgetown (Washington, D.C.) und studierte dann Literaturwissenschaften. 1926 arbeitete sie als Dozentin für deutsche Literatur an der University of Wisconsin–Madison, wo sie den Juristen und Rockefeller-Stipendiaten Arvid Harnack kennenlernte und heiratete. 1929 zog sie mit Arvid nach Berlin. Von 1932 bis 1936 war sie als Englischlehrerin am Berliner Abendgymnasium (heute: Peter-A.-Silbermann-Schule) tätig. Sie promovierte 1941 an der Ludwigs-Universität Gießen und arbeitete als Lehrbeauftragte und Übersetzerin an der Auslandswissenschaftlichen Fakultät der Universität Berlin. Dort sammelte sich ab 1939/40 ein reger Kreis widerständiger Dozenten und Studenten, darunter auch Harro Schulze-Boysen und Horst Heilmann. Bis zu ihrer Verhaftung arbeitete sie auch als Dozentin am Heilschen Abendgymnasium in Berlin-Schöneberg.
Ab 1933 baute sie zusammen mit ihrem Mann sowie dem Schriftsteller Adam Kuckhoff und dessen Frau Greta Kuckhoff einen Diskussionszirkel auf, der politische Perspektiven nach dem erwarteten Sturz des Naziregimes erörterte. 1939 entstand daraus das Widerstandsnetz Rote Kapelle. Bis zum Eintritt der Vereinigten Staaten in den Zweiten Weltkrieg war sie Vorsitzende des Frauen-Clubs an der US-Botschaft in Berlin und eng befreundet mit Martha Dodd, der Tochter des Botschafters William Edward Dodd. Später waren die Harnacks eng mit Botschaftsrat Donald R. Heath und dessen Frau Louise befreundet. Donald Heath jr. schrieb später : „Mildred war ein Typ wie Julie Christie in Doktor Schiwago, wirklich höchst interessant. Ich fühlte mich zu ihr hingezogen. Sie wirkte sehr nordisch und trug altmodische Kleidung. Sie zog die Blicke der Leute auf sich. Sie entging einem selbst in einem überfüllten Raum nicht. Sie wirkte auf Männer. Sehr auffallend. Eine totale Präsenz, ihre Stimme, ihr Anblick, ihr Denken.“
Sie unterstützte ihren Mann, der ab 1935 für den sowjetischen Nachrichtendienst arbeitete, und half ihm beim Zusammenstellen politischer, militärischer und wirtschaftlicher Informationen.
Bis Ende Juni 1941 hatte die Gruppe Kontakt mit Angehörigen der sowjetischen Botschaft und versuchte, vor dem bevorstehenden deutschen Überfall auf die Sowjetunion zu warnen. Im August 1942 wurde ein Funkverkehr der belgischen Gruppe mit den Adressen von Adam Kuckhoff, Harro Schulze-Boysen und Ilse Stöbe dechiffriert.
Am 7. September 1942 wurden Arvid und Mildred Harnack während eines Urlaubs auf der Kurischen Nehrung in Ostpreußen von der SS verhaftet. Am 19. Dezember fällte das Reichskriegsgericht das Todesurteil über Arvid Harnack, das am 22. Dezember 1942 vollstreckt wurde. Mildred Harnack wurde zu sechs Jahren Zuchthaus verurteilt. Hitler ordnete jedoch eine neue Hauptverhandlung an, die am 16. Januar 1943 mit einem Todesurteil endete. Am 16. Februar 1943 wurde Mildred Harnack im Strafgefängnis Berlin-Plötzensee mit der Guillotine hingerichtet. Ihre letzten Worte waren: „Und ich habe Deutschland so geliebt.“ Harnack-Fish ist die einzige amerikanische Zivilperson, die wegen Widerstands gegen das Naziregime hingerichtet wurde.
Arvids Bruder Falk Harnack, ebenfalls Widerstandskämpfer, konnte fliehen und überlebte den Zweiten Weltkrieg als Partisan der ELAS in Griechenland.
Als ihre Freundin und Studienkollegin Clara Leiser von der Enthauptung erfuhr, schrieb sie zum Gedenken das Gedicht To and From the Guillotine.
Mildred Harnack ist die Urgroßtante der US-amerikanischen Autorin Rebecca Donner.

## Ehrungen
- Vom Präsidium des Obersten Sowjets der UdSSR erhielt Mildred Harnack am 6. Oktober 1969 postum den Orden des Vaterländischen Krieges Erster Stufe verliehen.[9]
- In Berlin-Lichtenberg sind mehrere Straßen im Wohngebiet Frankfurter Allee Süd nach Mitgliedern der Roten Kapelle benannt. Hier befindet sich auch die nach ihr benannte Mildred-Harnack-Schule, seit 2007 mit Gedenktafel. Die Harnackstraße erinnert an sie und ihren Mann. Im selben Viertel sind weitere Straßen nach Albert Hößler, John Sieg, Harro und Libertas Schulze-Boysen, Wilhelm Guddorf, sowie Hans und Hilde Coppi benannt.
- An der Mercedes-Benz Arena im Berliner Bezirk Friedrichshain-Kreuzberg gibt es seit 2008 eine Mildred-Harnack-Straße.
- In Berlin-Neukölln erinnert in der Lilienthalstraße eine Gedenktafel an das Ehepaar Harnack und an ihren Mitbewohner Stefan Heym.
- Mildred Harnacks Name steht mit dem ihres Mannes Arvid und zehn weiteren Namen auf dem 1976 errichteten Mahnmal für die „im Kampf gegen den Hitlerfaschismus gefallenen“ Angehörigen der Humboldt-Universität im Gartenhof des Hauptgebäudes Berlin-Mitte, Unter den Linden 6.[10]
- Die Skulptur Freiheitskämpfer von Fritz Cremer in Bremen wurde 1984 zum Gedenken an Mildred Harnack und Harro Schulze-Boysen beim Wilhelm-Wagenfeld-Haus in den Bremer Wallanlagen aufgestellt.
- An der heutigen Peter-A.-Silbermann-Schule (ehemaliges Berliner Abendgymnasium) wurde am 6. Juli 2009 eine Gedenktafel enthüllt.[11] Dazu gab es eine Gedenkveranstaltung. Ehemalige Schüler berichteten dort von der Umbenennung der Schule in Mildred-Harnack-Fish-Kolleg durch die Schülerinnen und Schüler Ende der 1960er Jahre aus Protest gegen den konservativen Namensgeber Peter Adalbert Silbermann.[12]
- In Gießen gibt es einen Mildred-Harnack-Weg. 2015 wurde das Otto-Eger-Heim des Studentenwerkes in Mildred-Harnack-Fish-Haus umbenannt.[13]
- Vor dem Haus Genthiner Straße 14 im Berliner Ortsteil Tiergarten wurden am 20. September 2013 in Anwesenheit von US-Botschafter John B. Emerson Stolpersteine für Mildred und Arvid Harnack verlegt.[14][15]
- In ihrer Geburtsstadt Milwaukee trägt eine Kunstschule Mildred Harnacks Namen.[16]
- Im Bundesstaat Wisconsin wird seit 1986 an allen Schulen am 16. September ein Gedenktag für Mildred Fish-Harnack begangen.[6]
- Auf dem Friedhof Zehlendorf in Berlin erinnert ein Gedenkstein an Mildred und Arvid Harnack. Das Grab von Arvids Bruder Falk Harnack (1913–1991) befindet sich auf diesem Friedhof.[17]

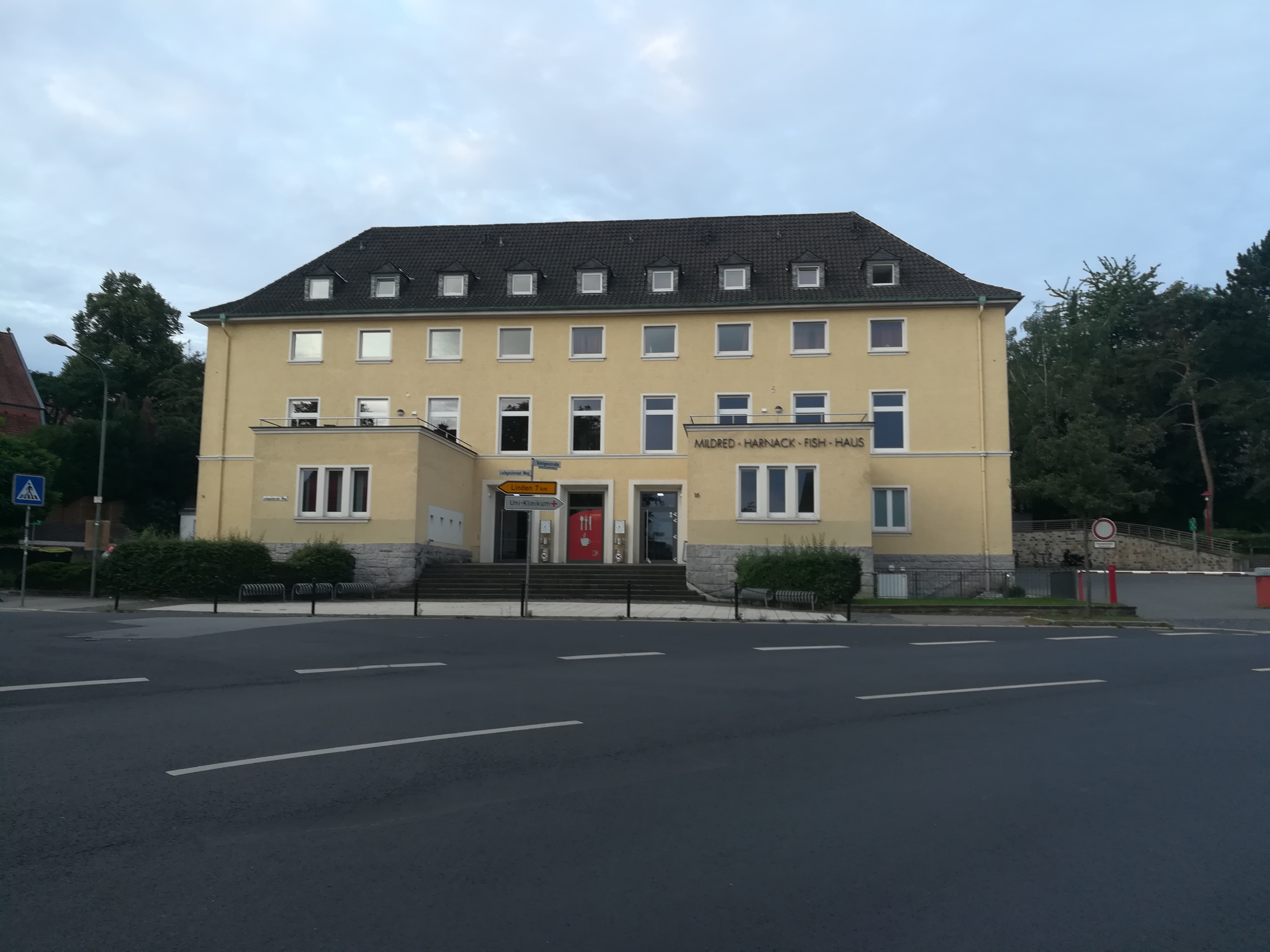
Das Mildred-Harnack-Fish-Haus in Gießen
Gedenktafel an der Peter-A.-Silbermann-Schule/Friedrich-Ebert-Oberschule in Berlin-Wilmersdorf
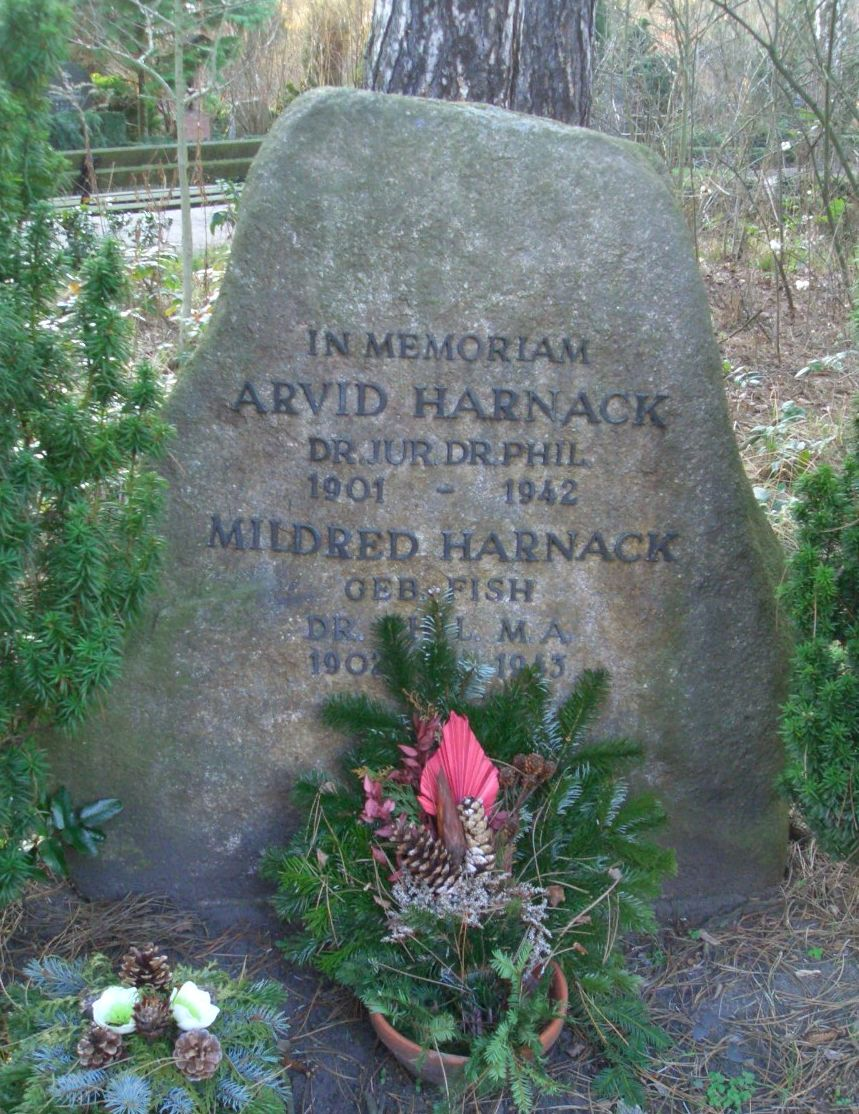
Gedenkstein für Mildred und Arvid Harnack auf dem Friedhof Zehlendorf in Berlin
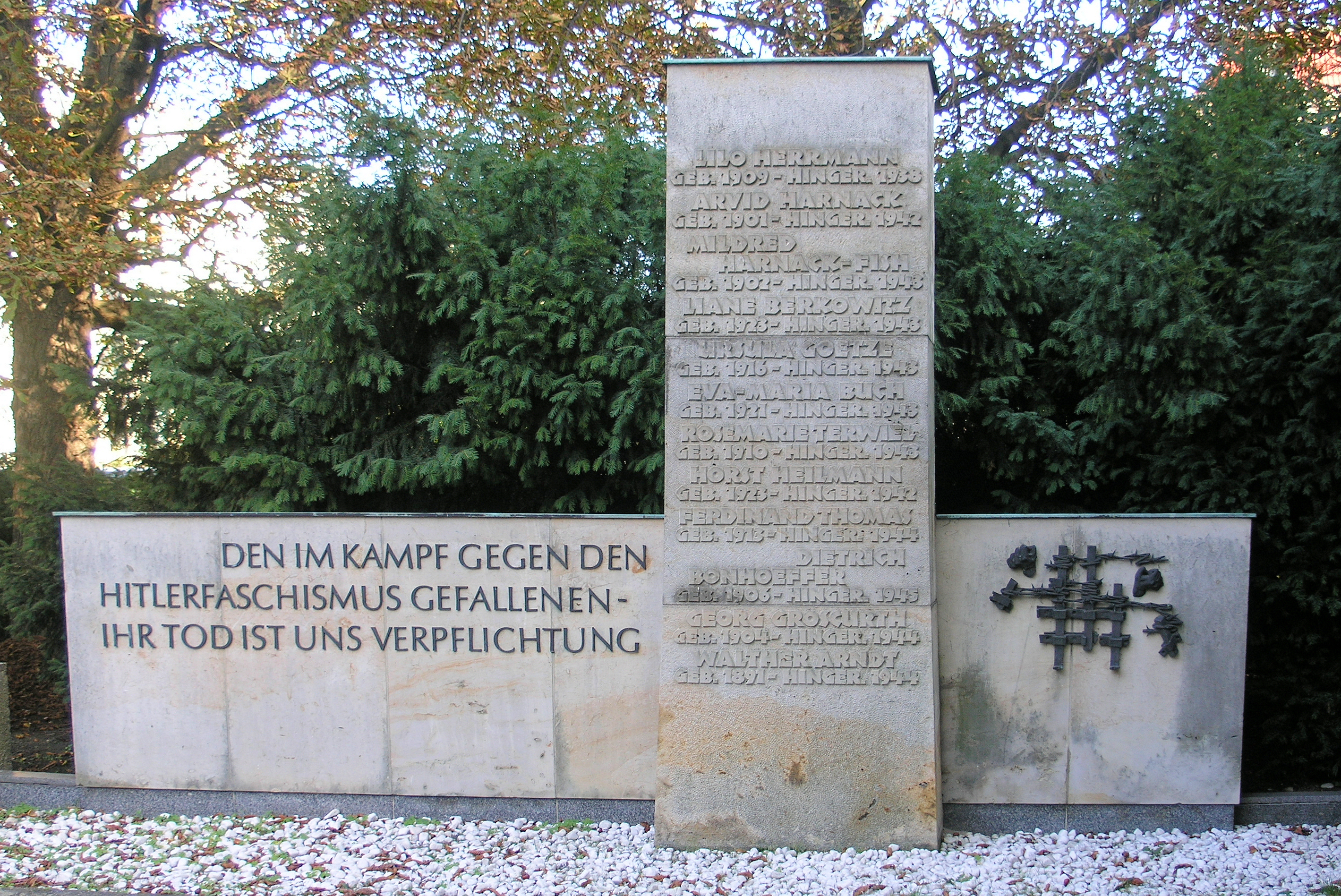
Gedenktafel Unter den Linden 6 für die Opfer des Faschismus
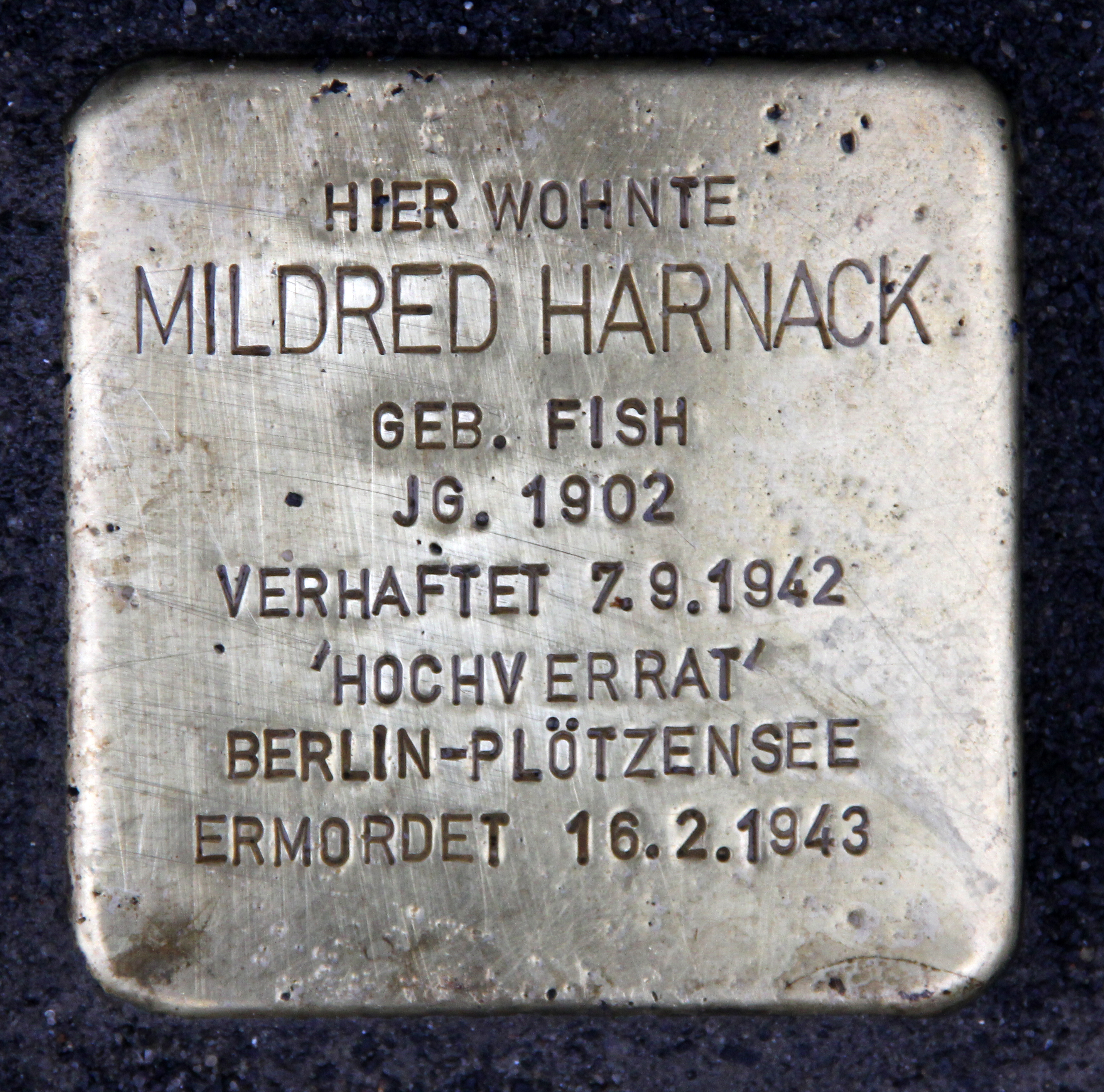
Stolperstein in Berlin-Tiergarten
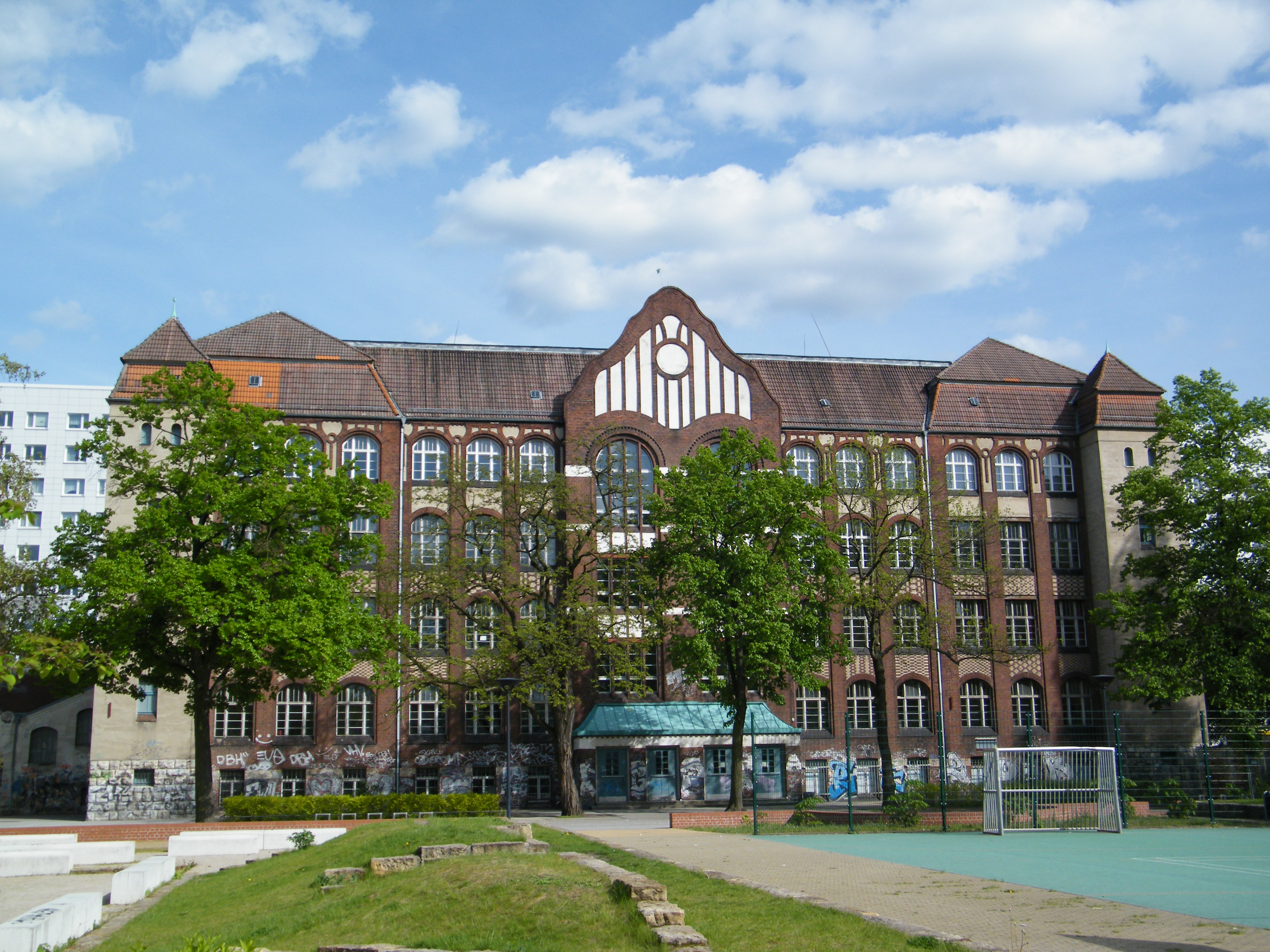
Mildred-Harnack-Schule in Berlin-Lichtenberg

## Übersetzungen
- Irving Stone: Lust for Life. (Vincent van Gogh. Ein Leben in Leidenschaft.) Berlin 1936, Universitas.
- Walter D. Edmonds: Drums along the Mohawk. (Pfauenfeder und Kokarde.) Berlin 1938, Universitas.

## Schriften
- Mildred Harnack: Die Entwicklung der amerikanischen Literatur der Gegenwart in einigen Hauptvertretern des Romans und der Kurzgeschichte. (Maschinenschriftliche Dissertation), Philosophische Fakultät der Ludwigs-Universität zu Gießen, Gießen 1941.
- Mildred Harnack-Fish: Variationen über das Thema Amerika. Studien zur Literatur der USA. Herausgegeben von Eberhard Brüning. Aufbau-Verlag, Berlin u. a. 1988, ISBN 3-351-01022-2.